# Torneo Femenino Apertura 2007 (Argentina)
El Torneo Femenino Apertura 2007 fue la vigésima tercera edición del Campeonato Femenino de Fútbol organizado por la Asociación del Fútbol Argentino. Participaron once equipos y el campeón fue Boca Juniors.

## Equipos participantes
| Equipo                  | Ciudad            |
| ----------------------- | ----------------- |
| Atlas                   | General Rodríguez |
| Boca Juniors            | Buenos Aires      |
| Estudiantes (LP)        | La Plata          |
| Excursionistas          | Buenos Aires      |
| Gimnasia y Esgrima (LP) | La Plata          |
| Huracán                 | Buenos Aires      |
| Independiente           | Avellaneda        |
| Platense                | Vicente López     |
| River Plate             | Buenos Aires      |
| San Lorenzo             | Buenos Aires      |
| San Martín de Burzaco   | Almirante Brown   |

## Sistema de disputa
El torneo se desarrolló según el sistema de todos contra todos, a una sola vuelta y disputándose en total once fechas.

## Tabla de posiciones
| Pos. | Equipo                    | Pts. | PJ | PG | PE | PP | GF | GC | Dif. |
| ---- | ------------------------- | ---- | -- | -- | -- | -- | -- | -- | ---- |
| 01.º | Boca Juniors              | 30   | 10 | 10 | 0  | 0  | 75 | 5  | 70   |
| 02.º | River Plate               | 27   | 10 | 9  | 0  | 1  | 47 | 5  | 42   |
| 03.º | San Lorenzo               | 24   | 10 | 8  | 0  | 2  | 25 | 8  | 17   |
| 04.º | Independiente             | 21   | 10 | 7  | 0  | 3  | 39 | 10 | 29   |
| 05.º | Estudiantes (LP) (*)      | 18   | 10 | 6  | 0  | 4  | 25 | 15 | 10   |
| 06.º | Atlas                     | 13   | 10 | 4  | 1  | 5  | 20 | 48 | −28  |
| 07.º | Huracán                   | 10   | 10 | 3  | 1  | 6  | 16 | 27 | −11  |
| 8.º  | Excursionistas            | 10   | 10 | 3  | 1  | 6  | 8  | 53 | −45  |
| 09.º | Platense                  | 7    | 10 | 2  | 1  | 7  | 6  | 34 | −28  |
| 10.º | San Martín de Burzaco (*) | 3    | 10 | 1  | 0  | 9  | 6  | 52 | −46  |
| 11.º | Gimnasia y Esgrima (LP)   | 0    | 10 | 0  | 0  | 10 | 0  | 10 | −10  |

|  | Campeón. |

Fuentes: ceroacero.es y Rec.Sport.Soccer Statistics Foundation.
(*) Las fuentes consultadas difieren levemente. RSSSF indica para Estudiantes 15 puntos y una diferencia de gol de 6, en tanto que para San Martín de Burzaco un diferencia de gol de -44, también menciona, sin dar mayor detalles, que en el campeonato hubo un partido en el que a ambos contendientes se les adjudicó una derrota por 1 a 0. El partido entre San Martín de Burzaco y Estudiantes en la sexta fecha debió ser suspendido por disturbios cuando el resultado parcial era 0 a 3, es posible que la diferente consideración del resultado de ese partido sea el origen de las discrepancias entre las fuentes mencionadas.

## Resultados

### Fecha 1
| 14 de octubre de 2007 | River Plate | 10 - 0  | Atlas | River Plate, Ezeiza       |                           |
|                       | Gimena Blanco · Cecilia Acevedo · Catalina Pérez Castaño · Mercedes Pereyra · Brenda Castello · Emilia Mendieta · Agostina Chiesa | Reporte |       | Árbitro(s): Damián Rubino | Árbitro(s): Damián Rubino |

| 15 de octubre de 2007 | San Lorenzo                   | 3 - 2   | Estudiantes (LP) | Ciudad Deportiva, |  |
|                       | Analía Almeida · María Tierri | Reporte | - · -            |                   |  |

| 15 de noviembre de 2007 | Huracán | 1 - 3   | Independiente |  |  |
|                         |         | Reporte |               |  |  |

| 14 de octubre de 2007 | Boca Juniors | 9 - 0   | San Martín de Burzaco |  |  |
|                       |              | Reporte |                       |  |  |

| 21 de noviembre de 2007 | Excursionistas | 2 - 1   | Platense |  |  |
|                         |                | Reporte |          |  |  |

Gimnasia y Esgrima (LP) libre.

### Fecha 2
| 24 de octubre de 2007 | Atlas | 3 - 2   | Huracán |  |  |
|                       |       | Reporte |         |  |  |

| 20 de octubre de 2007 | Estudiantes (LP) | 1 - 0   | Gimnasia y Esgrima (LP) |  |  |
|                       |                  | Reporte |                         |  |  |

| 20 de octubre de 2007 | Independiente                          | 1 - 3   | San Lorenzo                                                        | Villa Domínico,         |                         |
|                       | Ludmila Manicler 60' · Gabriela Chávez | Reporte | Florencia Mandrile 30' · Florencia Quiñones 35' · María Tierri 63' | Árbitra: Estela Álvarez | Árbitra: Estela Álvarez |

| 20 de octubre de 2007 | San Martín de Burzaco | 0 - 11  | River Plate | San Martín, Burzaco    |                        |
|                       |                       | Reporte | Florencia Romero 1°T' · Gimena Blanco 1°T' 2°T' · Emilia Mendieta 1°T' 2°T' · María Pía Gómez 2°T' · Meg Pittman 2°T' | Árbitra: Eugenia Rocco | Árbitra: Eugenia Rocco |

| 20 de octubre de 2007 | Platense | 0 - 9   | Boca Juniors |  |  |
|                       |          | Reporte |              |  |  |

Excursionistas libre.

### Fecha 3
| 3 de noviembre de 2007 | Huracán | 8 - 2   | San Martín de Burzaco |  |  |
|                        |         | Reporte |                       |  |  |

| 4 de noviembre de 2007 | Gimnasia y Esgrima (LP) | 0 - 1   | Independiente |  |  |
|                        |                         | Reporte |               |  |  |

| 3 de noviembre de 2007 | San Lorenzo | 3 - 1   | Atlas |  |  |
|                        |             | Reporte |       |  |  |

| 3 de noviembre de 2007 | River Plate                                                                                 | 6 - 0   | Platense | River Plate, Ezeiza         |                             |
|                        | Mercedes Pereyra 1°T' · Gimena Blanco 1°T' 2°T' · Emilia Mendieta 1°T' · Sol Domínguez 2°T' | Reporte |          | Árbitra: Mariana de Almeida | Árbitra: Mariana de Almeida |

| 4 de noviembre de 2007 | Boca Juniors | 19 - 0  | Excursionistas |  |  |
|                        |              | Reporte |                |  |  |

Estudiantes (LP) libre.

### Fecha 4
| 11 de noviembre de 2007 | San Martín de Burzaco | 0 - 2   | San Lorenzo |  |  |
|                         |                       | Reporte |             |  |  |

| 11 de noviembre de 2007 | Independiente | 2 - 0   | Estudiantes (LP) |  |  |
|                         |               | Reporte |                  |  |  |

| 11 de noviembre de 2007 | Atlas | 1 - 0   | Gimnasia y Esgrima (LP) |  |  |
|                         |       | Reporte |                         |  |  |

| 10 de noviembre de 2007 | Platense | 0 - 1   | Huracán |  |  |
|                         |          | Reporte |         |  |  |

| 11 de noviembre de 2007 | Excursionistas | 0 - 4   | River Plate                                                                                  | Parque sarmiento, Saavedra |                         |
|                         |                | Reporte | Meg Pittman 1°T' · Emilia Mendieta 1°T' · Brenda Castello 2°T' · Catalina Pérez Castaño 2°T' | Árbitra: Estela Álvarez    | Árbitra: Estela Álvarez |

Boca Juniors libre.

### Fecha 5
| 18 de noviembre de 2007 | San Lorenzo | 6 - 0   | Platense |  |  |
|                         |             | Reporte |          |  |  |

| 17 de noviembre de 2007 | Estudiantes (LP) | 9 - 0   | Atlas |  |  |
|                         |                  | Reporte |       |  |  |

| 18 de noviembre de 2007 | Gimnasia y Esgrima (LP) | 0 - 1   | San Martín de Burzaco |  |  |
|                         |                         | Reporte |                       |  |  |

| 18 de noviembre de 2007 | Huracán | 0 - 0   | Excursionistas |  |  |
|                         |         | Reporte |                |  |  |

| 18 de noviembre de 2007 | River Plate                                                             | 3 - 4   | Boca Juniors  | River auxiliar N°1, Nuñez |                          |
|                         | Catalina Pérez Castaño 1°T' · Gimena Blanco 2°T' · Mariela Ricotti 2°T' | Reporte | - · - · - · - | Árbitra: Salomé Di Iorio  | Árbitra: Salomé Di Iorio |

Independiente libre.

### Fecha 6
| 25 de noviembre de 2007 | Platense | 1 - 0   | Gimnasia y Esgrima (LP) |  |  |
|                         |          | Reporte |                         |  |  |

| 15 de diciembre de 2007 | Atlas | 0 - 6   | Independiente                                                       |  |  |
|                         |       | Reporte | Paola Sergio · Ludmila Manicler · Liliana Casas · Florencia Ferrero |  |  |

| 25 de noviembre de 2007                                                              | San Martín de Burzaco | 0 - 3   | Estudiantes (LP) |  |  |
|                                                                                      |                       | Reporte |                  |  |  |
| Suspendido a los 28 minutos por gresca generalizada. El resultado parcial era 0 - 3. |                       |         |                  |  |  |

| 19 de diciembre de 2007 | Excursionistas | 0 - 4   | San Lorenzo |  |  |
|                         |                | Reporte |             |  |  |
| Postergado.             |                |         |             |  |  |

| 24 de noviembre de 2007 | Boca Juniors | 8 - 0   | Huracán |  |  |
|                         |              | Reporte |         |  |  |

River Plate libre.

### Fecha 7
| 2 de diciembre de 2007 | Gimnasia y Esgrima (LP) | 0 - 1   | Excursionistas |  |  |
|                        |                         | Reporte |                |  |  |

| 1 de diciembre de 2007 | Independiente | 8 - 0   | San Martín de Burzaco |  |  |
|                        |               | Reporte |                       |  |  |

| 2 de diciembre de 2007 | Estudiantes (LP) | 3 - 0   | Platense |  |  |
|                        |                  | Reporte |          |  |  |

| 1 de diciembre de 2007 | San Lorenzo | 1 - 3   | Boca Juniors |  |  |
|                        |             | Reporte |              |  |  |

| 1 de diciembre de 2007 | Huracán | 1 - 6   | River Plate                                                                                                 | La Quemita,              |                          |
|                        | -       | Reporte | Melisa Leiva 17' · Emilia Mendieta 27' · María Pía Gómez 33' 46' · Gimena Blanco 45' · Rosalía Mandrile 75' | Árbitra: Salomé Di Iorio | Árbitra: Salomé Di Iorio |

Atlas libre.

### Fecha 8
| 9 de diciembre de 2007                                                             | San Martín de Burzaco | 2 - 5   | Atlas |  |  |
|                                                                                    |                       | Reporte |       |  |  |
| Suspendido a los 70 minutos a causa de disturbios. El resultado parcial era 2 - 5. |                       |         |       |  |  |

| 9 de diciembre de 2007 | River Plate          | 1 - 0   | San Lorenzo | River auxiliar N° 1,    |                         |
|                        | Mariela Ricotti 2°T' | Reporte |             | Árbitra: Estela Álvarez | Árbitra: Estela Álvarez |

| 8 de diciembre de 2007 | Platense | 0 - 6   | Independiente |  |  |
|                        |          | Reporte |               |  |  |

| 9 de diciembre de 2007 | Boca Juniors | 1 - 0   | Gimnasia y Esgrima (LP) |  |  |
|                        |              | Reporte |                         |  |  |

| 8 de diciembre de 2007 | Excursionistas | 0 - 4   | Estudiantes (LP) |  |  |
|                        |                | Reporte |                  |  |  |

Huracán libre.

### Fecha 9
| 22 de diciembre de 2007 | Gimnasia y Esgrima (LP) | 0 - 1   | River Plate |  |  |
|                         |                         | Reporte |             |  |  |

| 12 de diciembre de 2007 | San Lorenzo | 2 - 0   | Huracán |  |  |
|                         |             | Reporte |         |  |  |

| 12 de diciembre de 2007 | Independiente                                                                                   | 11 - 0  | Excursionistas | Villa Domínico, |  |
|                         | Paola Sergio 4' · Liliana Casas · Ludmila Manicler · Daiana Cardone 57' · Florencia Ferrero 52' | Reporte |                |                 |  |

| 22 de diciembre de 2007 | Estudiantes (LP) | 0 - 7   | Boca Juniors |  |  |
|                         |                  | Reporte |              |  |  |

| 22 de diciembre de 2007 | Atlas | 1 - 1   | Platense |  |  |
|                         |       | Reporte |          |  |  |

San Martín de Burzaco libre.

### Fecha 10
| 17 de febrero de 2008 | Excursionistas | 2 - 9   | Atlas |  |  |
|                       |                | Reporte |       |  |  |

| 17 de febrero de 2008 | River Plate | 1 - 0   | Estudiantes (LP) |  |  |
|                       |             | Reporte |                  |  |  |

| 17 de febrero de 2008 | Huracán | 1 - 0   | Gimnasia y Esgrima (LP) |  |  |
|                       |         | Reporte |                         |  |  |

| 17 de febrero de 2008 | Boca Juniors | 2 - 1   | Independiente      |  |  |
|                       | - · -        | Reporte | Daiana Cardone 30' |  |  |

| 17 de febrero de 2008 | Platense | 3 - 0   | San Martín de Burzaco |  |  |
|                       |          | Reporte |                       |  |  |

San Lorenzo libre.

### Fecha 11
| 23 de febrero de 2008 | Independiente | 0 - 4   | River Plate                                                                  | Villa Domínico,          |                          |
|                       |               | Reporte | María Pía Gómez (1°T) · Mercedes Pereyra (1°T) (2°T) · Emilia Mendieta (2°T) | Árbitra: Salomé Di Iorio | Árbitra: Salomé Di Iorio |

| 24 de febrero de 2008 | Gimnasia y Esgrima (LP) | 0 - 1   | San Lorenzo |  |  |
|                       |                         | Reporte |             |  |  |

| 24 de febrero de 2008 | Estudiantes (LP) | 3 - 2   | Huracán |  |  |
|                       |                  | Reporte |         |  |  |

| 23 de febrero de 2008 | Atlas | 0 - 13  | Boca Juniors |  |  |
|                       |       | Reporte |              |  |  |

| 23 de febrero de 2008 | San Martín de Burzaco | 1 - 3   | Excursionistas |  |  |
|                       |                       | Reporte |                |  |  |

Platense libre.

## Campeón
| XXX                      |
| Boca Juniors 15.º título |